# Sardinien
Sardinien (italienska: Sardegna, sardiska: Sardigna) är en italiensk ö i Medelhavet, belägen väster om den italienska halvön. Ön är Medelhavets näst största, efter Sicilien. Sardinien och omgivande öar utgör en autonom region vars regionhuvudort är Cagliari. Regionen hade cirka 1,58 miljoner invånare (2022), på en yta av 24 099 km². Några andra viktiga städer är Alghero, Olbia och Sassari.

## Historia
De tidigaste spåren av mänsklig verksamhet som hittats på Sardinien härstammar från 500 000–100 000 f.Kr. (äldre paleolitikum). Under neolitikum, mellan 6 000 och 2 700 f.Kr. exporterade Sardinien obsidian till andra medelhavskulturer. Under bronsåldern (1800–900 f.Kr.) dominerade nuragherkulturen som var livaktig fram till 500 f.Kr. Under slutet av bronsåldern ökade Sardiniens kontakter med östra Medelhavet, inklusive Cypern, dit koppar exporterades. Under järnåldern blomstrade Sardinien och dess handelskontakter med etrusker, cyprioter och fenicier. Från 750 f.Kr. börjar fenicierna anlägga handelsbaser längs Sardiniens kust och på 500-talet f.Kr. befäste karthagerna både feniciernas anläggningar och inlandslederna på Sardinien. Som ett resultat uppstod en kulturassimilation som fick Rom att likställa Sardiniens befolkning med nordafrikanska folk, och de kallades därför för afrikaner. Sardinien tillsammans med Korsika blev Roms andra provins 227 f.Kr. År 46 f.Kr. anlade Rom kolonin Turris Libsonis (Porto Torres) längs den norra kusten. Kuststäderna anpassade sig till Rom medan motståndet mot inkräktarmakten levde kvar i de svårtillgängliga bergsområdena.
Efter Roms fall regerade vandaler över Sardinien 455–534 e.Kr., för att följas av bysantiner, och från 700-talet kom araberna. Under 1000-talet konkurrerade städerna Genua och Pisa om makten över ön. Sedan vandalerna lämnat ön utövade dock lokala hövdingar det största inflytandet över Sardinien. Påven förlänade på 1290-talet ön till kungen av Aragonien, som efter ett inledande motstånd fick kontroll över ön. År 1516 blev ön spansk. Vid Rastattfreden 1714 avträddes Sardinien till Österrike som 1720 bytte Sardinien mot Sicilien och ön tillföll Viktor Amadeus II av Savojen. I och med detta bildades kungariket Sardinien som kom att bestå fram till 1861.
Karl Emanuel III (regerade 1730–1773) genomförde reformer, bland annat fastställdes en enhetlig lagstiftning, kyrkans makt begränsades och universitetet grundades. Viktor Amadeus III (1773–1796) sällade sig under revolutionskrigen till Frankrikes fiender men besegrades av fransmännen, som 1796 upplöste riket. Karl Emanuel IV (1796–1802) tvingades ge upp samtliga besittningar på fastlandet, men vid Wienkongressen 1815 återfick hans bror Viktor Emanuel I (1802–1821) samtliga förlorade områden samt Genua. Efter en period av ultrareaktionär styrelse proklamerade Karl Albert (1831–1849) en fri författning 1848, ställde sig i spetsen för de italienska enhetssträvandena och förklarade Österrike krig. Han besegrades emellertid och abdikerade till förmån för Viktor Emanuel II, som inledde ett omfattande reformarbete som gjorde Sardinien till en liberal mönsterstat. Han engagerade sig utrikespolitiskt och deltog i Krimkriget på Frankrikes sida och lyckades få Frankrike som allierad i ett krig mot Österrike varvid Lombardiet erövrades. 1860 kunde Sardinien införliva Mellan- och Syditaliens stater, medan Savojen och Nice gick till Frankrike, i syfte att vinna Storbritanniens och Frankrikes stöd. Därefter uppgick Sardinien i det nybildade riket Italien, med Viktor Emanuel II som kung.
1962 fick Sardinien samma autonoma ställning som Sicilien och ekonomiska reformer har stärkt infrastrukturen och moderniserat ön.

## Ekonomi
Jordbruket är mest moderniserat i den bördiga Campidanodalens grönsaksodlingar. Get- och fåravel är också en viktig del av Sardiniens jordbruk. Gruvdrift, främst av kol, antimon, zink och bly, pågår på ön, även om omfattningen är mindre än tidigare. Öns industri framställer kemikalier, oljeprodukter, cement och livsmedel.
Turistnäringen är en viktig näring som är koncentrerad till orter längs den vackra och omväxlande kusten. Bland annat Porto Cervo och Porto Rotondo i nordost och Alghero i nordväst är populära resmål. Öns nordostkust kallas Smaragdkusten. På ön finns världsarvet Su Nuraxi di Barumini, inskrivet 1997.

## Natur

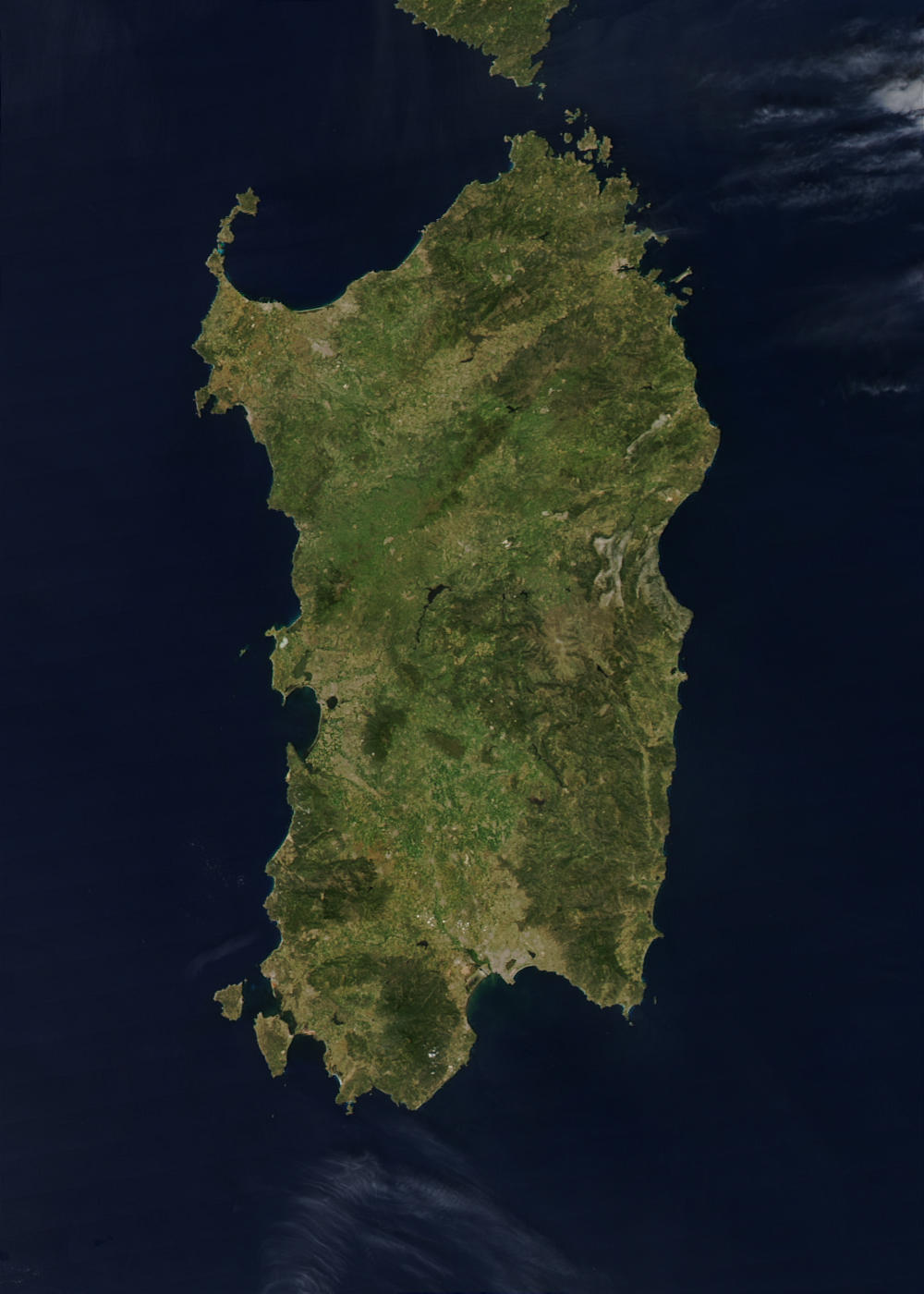
Satellitfotografi över Sardinien.

Ön består till stora delar av svårtillgängliga bergsområden. Gennargentubergen, med  skogar och dramatiska höjdskillnader är ett unikt vildmarksområde. Tidigare täcktes stora delar av ön av skog, men som en följd av avverkning har nu det mesta av skogen omvandlats till macchia. På västkusten och i Campidanodalen i sydväst finns slättland. Ön har rika bestånd av klipphöna, purpurhöna, eleonorafalk och rödnäbbad trut.
Sardinien har medelhavsklimat med varma och torra somrar. Regnen faller mest under vinterhalvåret.
Längs den sardiska kusten finns det många grottor. Några av de mest berömda grottorna är Grotta del Bue Marino, Grotta di Nettuno, Grotta su coloru och Grotta d'Ispiniguli.

## Administrativ indelning
Sardinien var tidigare indelat i åtta provinser, varav 4 av dessa tillkom år 2005.
1. Cagliari (Cagliari)
2. Carbonia-Iglesias (2005) (Carbonia och Iglesias)
3. Medio Campidano (2005) (Sanluri)
4. Nuoro (Nuoro)
5. Ogliastra (2005) (Lanusei och Tortolì)
6. Olbia-Tempio (2005) (Olbia och Tempio Pausania)
7. Oristano (Oristano)
8. Sassari (Sassari)

Sedan år 2016 finns en ny provinsindelning med fem provinser. Sammanlagt finns det 377 kommuner på ön.
1. Cagliari
2. Nuoro
3. Oristano
4. Sassari
5. Sydsardinien

## Transporter
Sardinien saknar motorvägar.

### Tåg
- Gröna tåget, Il Trenino Verde; Bosa–Macomer, Mandas–Arbatax, Isili–Sorgono, Macomer–Bosa Marina, Sassari–Tempio, Tempio–Palau Marina.
- FS TrenItalia: Cagliari–Sassari.
- Ferrovie della Sardegna (FdS); Cagliari–Isili, Macomer–Nouro, Sassari–Nulvi, Sassari–Sorso, Sassari–Alghero.

### Färjor
Färjetrafik finns till bland annat Korsika, Frankrike, Spanien och italienska fastlandet.

## Museer
- Sassaris arkeologiska museum, Nuraghe S. Antine, Nuraghe Losa, Sacred Tja St. Cristina
- Cagliaris arkeologiska museum, Monte Siari, S. Antioco

## Kända personer från Sardinien

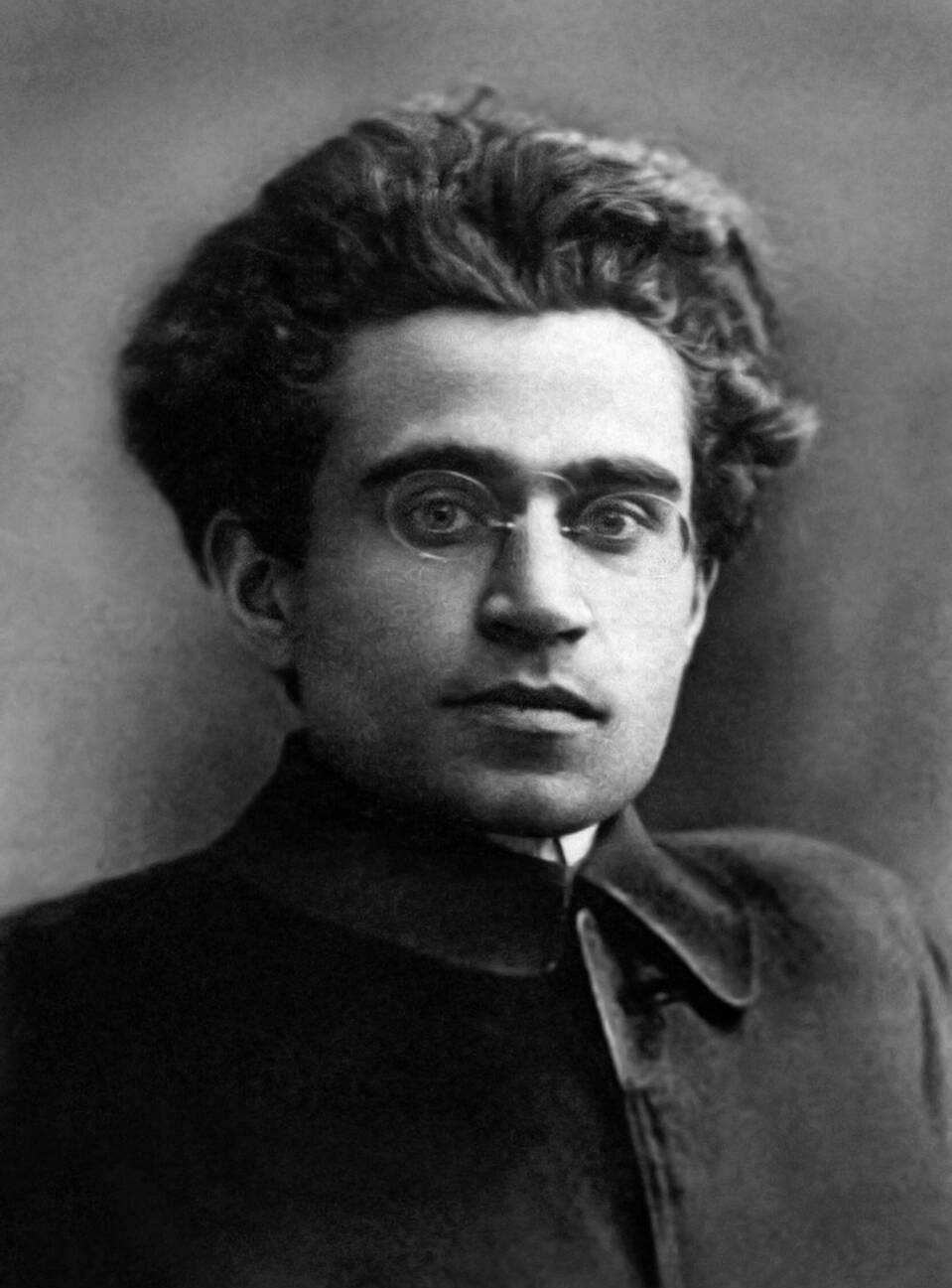
Antonio Gramsci.

- Enrico Berlinguer, kommunistisk politiker
- Francesco Cossiga, kristdemokratisk politiker, president 1985–1992
- Antonio Gramsci, kommunistisk politiker och filosof
- Antonia Mesina, jungfru och martyr
- Grazia Deledda, författare, nobelpristagare 1926
- Maria Carta, sångare och skådespelare
- Gavino Ledda, författare
- Giulio Angioni, författare och antropolog
- Gianfranco Zola, fotbollstränare
- Caterina Murino, skådespelare